# Alessandro Guardassoni
Alessandro Guardassoni, né le 13 décembre 1819 à Bologne et mort le 1er mars 1888 dans la même ville, est un peintre italien.
Il peint principalement des thèmes religieux.

## Biographie
Alessandro Guardassoni naît le 13 décembre 1819 à Bologne,.
Il est formé à l’Académie des beaux-arts de Bologne, sous la direction de Clemente Albèri. Il collabore avec Cesare Mauro Trebbi. Il est nommé à une chaire de professeur de l’Accademia Felsinea.
Il expose d'abord à Bologne en 1844 et participe ensuite à des expositions en Italie et à Munich avec des peintures à l'huile et des études.
On lui doit un Tobie, un Léonard de Vinci et une Mise au tombeau, ainsi qu'une scène des Fiancés d'après l'œuvre d'Alessandro Manzoni.
Alessandro Guardassoni meurt le 1er mars 1888 dans sa ville natale.

## Galerie

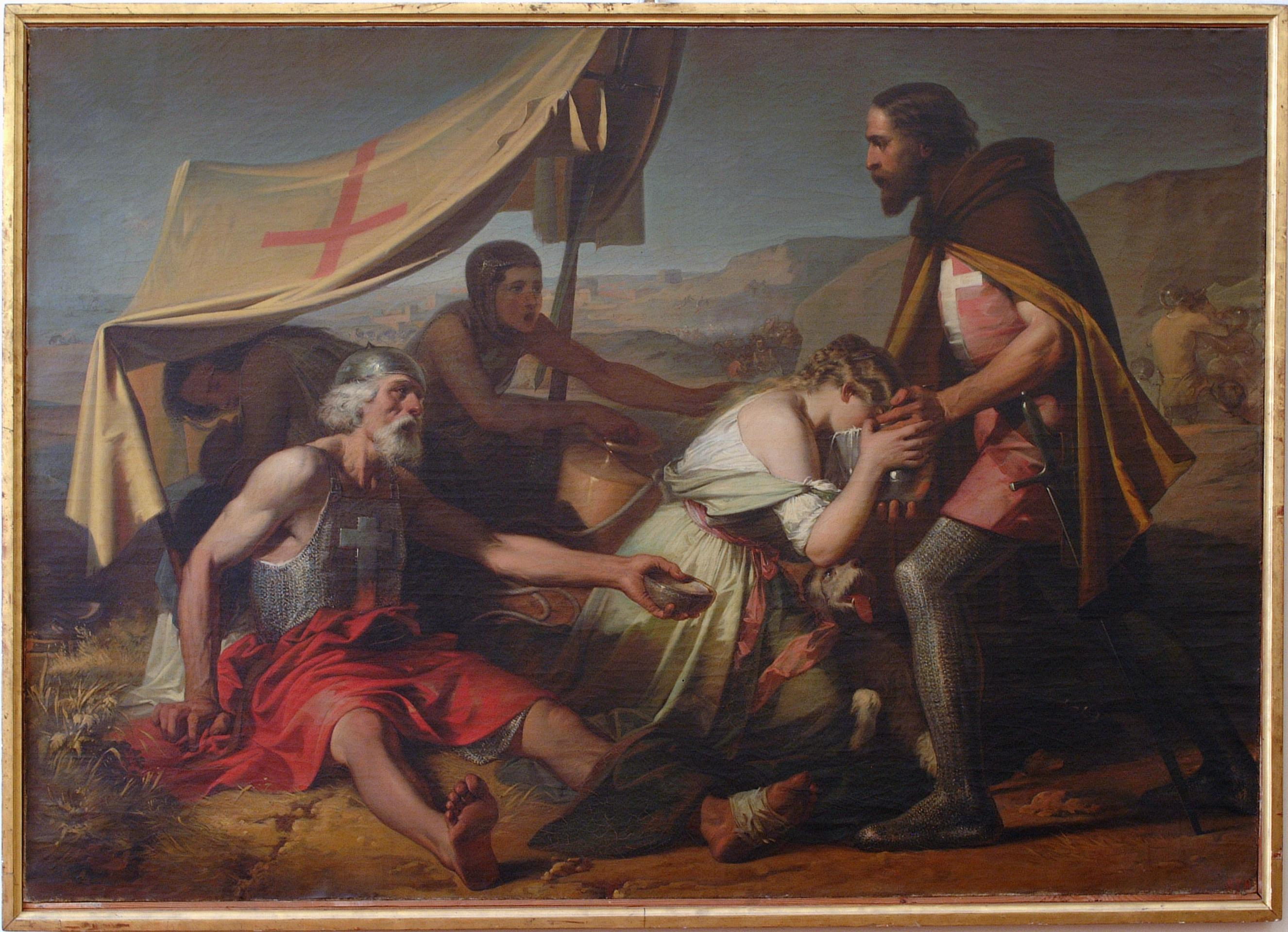
Alessandro Guardassoni. Les croisés assoiffés, 1852, Pinacothèque nationale de Bologne.
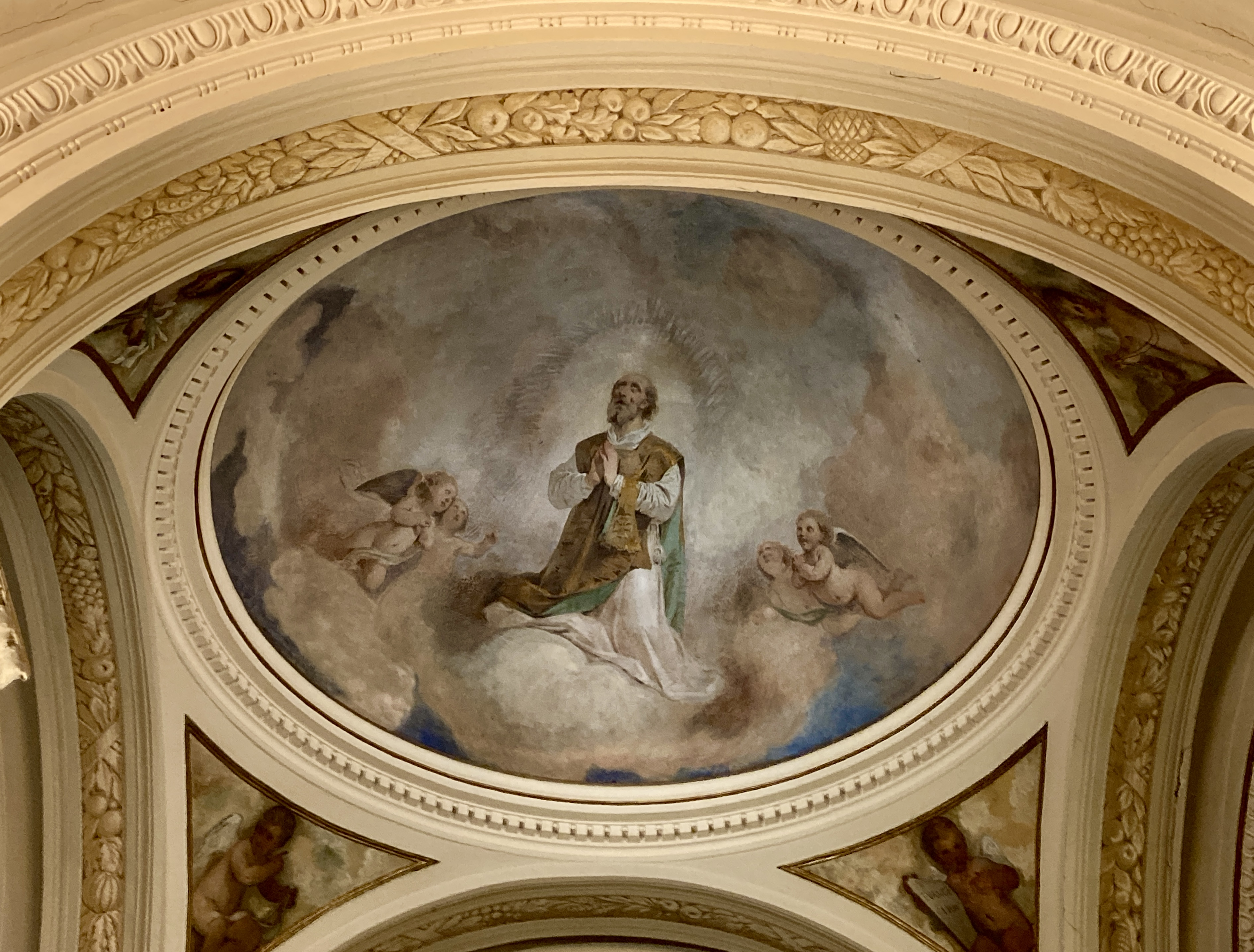
Alessandro Guardassoni. Saint Danio en Gloire, Église de Santa Maria e San Danio di Amola, Bologne.
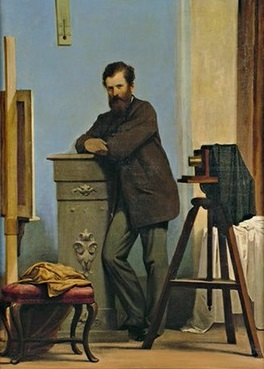
Alessandro Guardassoni. Autoportrait, entre le chevalet et l'appareil photo, 1859.